# Lavau-sur-Loire
Lavau-sur-Loire é uma comuna francesa na região administrativa da Pays de la Loire, no departamento de Loire-Atlantique. Estende-se por uma área de 16,22 km². Em 2010 a comuna tinha 795 habitantes (densidade: 49 hab./km²).